# Abraham Baldwin
Pour les articles homonymes, voir Baldwin.
Abraham Baldwin, né le 22,, ou 23 novembre 1754, à Guilford dans le comté de New Haven (Connecticut, États-Unis) et mort le 4 mars 1807 à Washington, D.C., est un avocat, professeur et homme politique américain, l'un des Pères fondateurs des États-Unis en tant que représentant de la Géorgie au Congrès de la Confédération.

## Biographie

### Famille et enfance

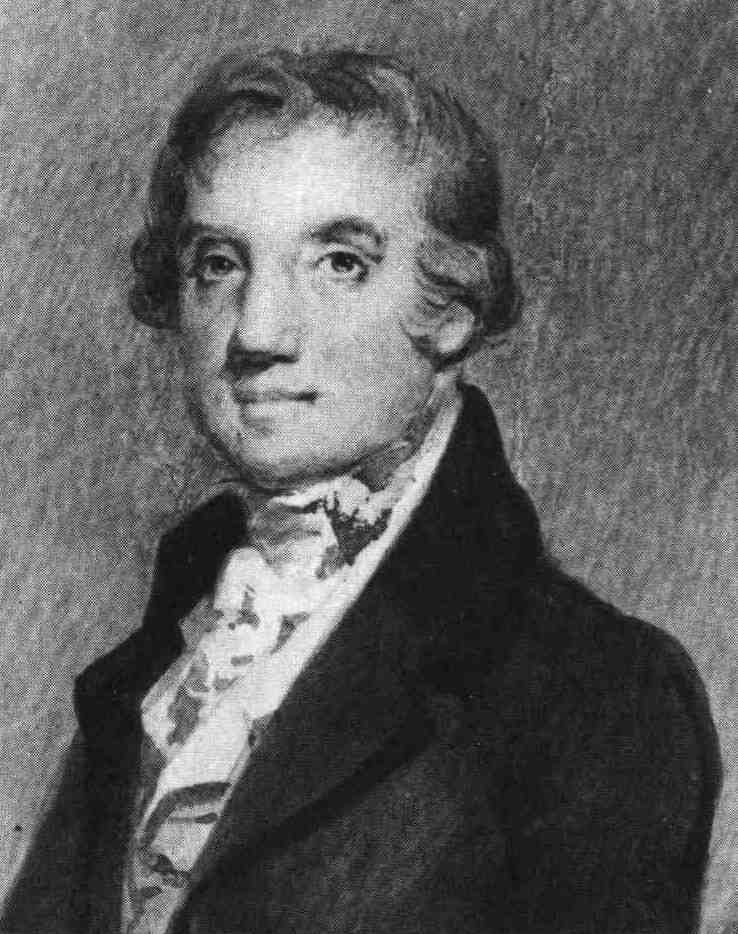
Dessin d'Abraham Baldwin par.

En 1639, le grand-père de Baldwin est arrivé dans le Connecticut du comté de Devonshire, en Angleterre. Abraham est né en 1754 dans le même État. Il était le troisième des cinq enfants nés de Lucy Dudley et de Michael Baldwin, forgeron et illettré. Lucy est morte alors qu'Abraham avait 4 ans. Dix ans plus tard, Michael, le père d'Abraham, se remaria avec Theodora Wolcott et, ensemble, ils eurent sept enfants. Lorsque le père d'Abraham Baldwin mourut, ce dernier s'occupa, à ses propres frais, de ses six demi-frères plus jeunes et entreprit de les élever, les éduquer et de les loger. L'un des frères de Baldwin était Henry Baldwin (en). Baldwin a été un bulldog de Yale à l'université Yale.

### Carrière
Trois ans après avoir obtenu son diplôme à l'université Yale en 1772, il y exerce sa profession de tuteur jusqu'en 1779, lorsqu'il devient aumônier militaire pendant la guerre d'indépendance des États-Unis. En 1781, il refuse le poste de professeur de théologie qui lui était offert par son Alma mater. Après la fin de la guerre, Baldwin étudia le droit, puis fut admis, en 1783, au barreau du Connecticut à Fairfield,. En moins d'un an, il reçoit une concession de terre dans le comté de Wilkes, en Géorgie, et a par la suite déménagé dans le comté de Columbia (qui, jusqu'en 1790, faisait partie du comté de Richmond). En 1784, il déménage encore, cette fois à Augusta, où il commence à exercer sa profession.
L'année suivante, c'est-à-dire en 1785, Abraham Baldwin siégea au Congrès de la Confédération. En 1787, il fut l'un des quatre délégués de la Géorgie à la Convention de Philadelphie. Il devint ensuite représentant de la Géorgie à la Chambre des représentants des États-Unis de 1789 à 1799 — pour le 2e district de l'État jusqu'en 1793 puis pour l'État at-large —, puis sénateur de 1799 à sa mort en 1807. Il fut président pro tempore du Sénat du 7 décembre 1801 au 13 décembre 1802 et le premier président de l'université de Géorgie de 1785 à 1801.

### Guerre d'indépendance
L'association d'Abraham avec Yale a directement contribué à son entrée dans le service militaire. Le collège, qui avait « produit » une part importante du clergé du Connecticut depuis près d'un siècle, devint la principale source d'aumôniers pour l'Armée continentale. Pendant le début de la guerre, c'est ce rôle qu'il a joué, à temps-partiel, parmi les forces du Connecticut. En février 1779, il succéda au Révérend Timothy Dwight (en), un autre tuteur de Yale, comme l'un des deux aumôniers de la brigade alloués aux forces du Connecticut. Encore en tant qu'aumônier, il rejoignit la brigade du brigadier-général Samuel Holden Parsons. Il resta avec cette unité jusqu'à la démobilisation de l'armée qui suivit le traité préliminaire de paix de juin 1783.

## Hommages
- Abraham Baldwin a donné son nom à deux comtés : le comté de Baldwin, en Alabama, et le comté de Baldwin en Géorgie.
- Le « Abraham Baldwin Agricultural College (en) », à Tifton, en Géorgie, a également été nommé en son honneur.
- Le service postal des États-Unis en a fait un timbre postal de 7¢ pour la série Great Americans series (en).
- Une statue a été érigée en son honneur sur le campus nord de l'Université de Georgie[8].